# Дублін (Джорджія)
Дублін (англ. Dublin) — місто (англ. city) в США, в окрузі Лоренс штату Джорджія. Населення — 16 074 особи (2020).

## Географія
Дублін розташований за координатами 32°32′12″ пн. ш. 82°55′42″ зх. д. / 32.53667° пн. ш. 82.92833° зх. д. (32.536565, -82.928254).  За даними Бюро перепису населення США в 2010 році місто мало площу 40,36 км², з яких 40,12 км² — суходіл та 0,24 км² — водойми.

## Демографія
Згідно з переписом 2010 року, у місті мешкала 16 201 особа в 6357 домогосподарствах у складі 4012 родин. Густота населення становила 401 особа/км².  Було 7174 помешкання (178/км²).
Расовий склад населення:
| - 57,6 % — чорних або афроамериканців - 38,1 % — білих - 2,0 % — азіатів - 0,2 % — корінних американців - 1,0 % — осіб інших рас |

До двох чи більше рас належало 1,2 %. Частка іспаномовних становила 2,0 % від усіх жителів.
За віковим діапазоном населення розподілялося таким чином: 26,4 % — особи молодші 18 років, 57,2 % — особи у віці 18—64 років, 16,4 % — особи у віці 65 років та старші. Медіана віку мешканця становила 36,5 року. На 100 осіб жіночої статі у місті припадало 81,7 чоловіків;  на 100 жінок у віці від 18 років та старших — 76,3 чоловіків також старших 18 років.
Середній дохід на одне домашнє господарство  становив 48 356 доларів США (медіана — 26 849), а середній дохід на одну сім'ю — 58 112 долари (медіана — 36 295). Медіана доходів становила 41 008 доларів для чоловіків та 30 769 доларів для жінок. За межею бідності перебувало 35,6 % осіб, у тому числі 51,9 % дітей у віці до 18 років та 15,6 % осіб у віці 65 років та старших.
Цивільне працевлаштоване населення становило 5207 осіб. Основні галузі зайнятості: освіта, охорона здоров'я та соціальна допомога — 31,3 %, роздрібна торгівля — 15,2 %, виробництво — 10,4 %, мистецтво, розваги та відпочинок — 9,6 %.